# Aigrefeuille-d’Aunis
Aigrefeuille-d’Aunis település Franciaországban, Charente-Maritime megyében. Lakosainak száma 4578 fő (2022. január 1.). Aigrefeuille-d’Aunis Croix-Chapeau, Forges, La Jarrie, Saint-Christophe, Le Thou és Virson községekkel határos.

## Népesség
A település népességének változása:
| Lakosok száma | 1940 | 2843 | 2944 | 3523 | 3733 | 3878 | 4037 | 4143 | 4343 | 4578 |
|               | 1968 | 1982 | 1990 | 2006 | 2013 | 2015 | 2017 | 2019 | 2020 | 2022 |